# 鹿鳴堂
25°00′54″N 121°32′15″E / 25.015117°N 121.537579°E
鹿鳴堂，為國立臺灣大學校總區的建築，1968年5月4日落成啟用，位在舟山路上鹿鳴廣場處，鄰近有小小福、共同教學館、地質科學館。鹿鳴堂一樓為餐飲區，二樓為台大劇場。原定於2018年7月中旬拆除。

## 歷史

### 興建-僑委會使用
1960年代，許多校外機構陸續與臺大訂定契約，在臺大周邊預定地上興建與台大無關之建築物，今日之鹿鳴堂即為該時期的建築物
。當時，中華民國僑務委員會為了經營海內外僑生業務，在美援的經費下，興建僑生活動中心。中華民國總統蔣中正命名為僑光堂，設計師為淡江大學建築系創系教授馬惕乾，1967年開始興建。
1968年5月4日，僑委會舉行僑光堂落成典禮，由中華民國副總統嚴家淦剪綵主持。
僑光堂的一樓為中菜餐廳、會議室、貴賓招待室，二樓則為挑高的禮堂，可供會議或集會使用。之後，僑光堂成為每年雙十國慶接待歸國僑胞的主要場所，另外也曾經舉辦過圖書展覽、藝術品展覽、頒獎典禮、各式會議、聯誼會、座談會、音樂會、舞會、慶祝會等等。

### 臺灣大學收回使用
1996年1月，僑委會遷出僑光堂，台大收回使用，整修後更名為鹿鳴堂，命名引據《詩經·小雅·鹿鳴》。古中國有以鹿鳴為名的餐宴鹿鳴宴，始於唐代，是當時為考中的舉人而設的宴席。鹿鳴堂取名為此，除了有邀請眾人分享美食之意，也有恭賀考生金榜題名、未來發達的含意。

### 配合舟山路封巷鹿鳴廣場改建
2000年7月舟山路經台北市政府核定廢巷，台大即著手這一帶的改建工程。2002年鹿鳴廣場落成，鹿鳴堂外部圍牆也隨之拆除。為活化空間，於側牆開一個門並將側邊改成木平台及增加座椅。內部空間部分，一樓原餐廳業者契約到期結束營業後，台大將此空間招標委外經營，得標後引進中式宴席、麵包店、簡餐等。二樓部分則找到新的定位，改為台大劇場，重新定義為一個「黑盒子劇場」，意即劇場本身不限定舞台及觀眾席的相互關係，提供演出者及使用者最大的可能性，約可容納觀眾200～300人。從2004年暑假開始，台大戲劇系師生開始積極投入臺大劇場規劃作業，並在此劇場演出畢業製作和學期製作，也供台大師生社團或校外人士租借做為藝文活動之用。

### 拆除與爭議
鹿鳴堂經過多年的使用，現在是一棟危樓，台大戲劇系師生在使用上益發不便與危險，其本身做為公共表演空間的台大劇場設備及可用性也有限。因此台大評估重新蓋一棟機能完整的建築，具有行政辦公空間和演藝廳等功能。
鹿鳴堂將要拆除的消息，引發台大師生的質疑。在預定拆除日（7月11日）的前一週，突然有文資團體出面要求暫緩拆除，重啟文資審議。 2018年7月7日，台大學生發現，在台北市政府文化局官網，審議鹿鳴堂文資價值的2017年9月18日第97次文資會議記錄不翼而飛，質疑鹿鳴堂文資審議不透明。2018年7月8日，台大城鄉所助理教授賴仕堯認為，拆除鹿鳴堂即等於抹除台大校園空間發展歷史過程中的實體見證。
結果，2018年11月30日重新審議之後，鹿鳴堂以原名「僑光堂」登錄臺北市歷史建築，不得再拆。

### 卓聯大樓興建之兩難
台大本在鹿鳴堂旁邊建了一棟新大樓「卓越聯合大樓」，建築經費高達新台幣6億元，也已通過都市設計審議，預計將大樓的地下一、二樓設計成劇場；卻因為鹿鳴堂突然停止拆除計畫，而陡然面臨了多項問題。

### 台大校方應對

#### 校方召開意見交流會
校方無法兼顧校友、學生會、戲劇系學生等的不同立場，便於2018年7月召開一場意見交流會。但會議過程十分紊亂，校方的立場、難處、限度、解決方案並未被澄清，間接造成沒有深知情況的戲劇系學生與文史保護團體產生對立，誤會叢生，一度於臉書筆戰，也讓事態更加複雜。

#### 校方表示修繕費難籌，管理單位從缺
由於鹿鳴堂的修繕初估耗資高達八、九千萬，校方傾向拆掉鹿鳴堂，只保存一個象徵性的立面，將剩下規劃成綠地。如此便符合消防法規，卓聯大樓的劇場也能啟用。然而歷史建物一旦經過審核，便不能再拆毀。「搶救台大鹿鳴堂」的校友們和北市也尚未提供資金維修古蹟，於是古蹟鹿鳴堂雖然免於被拆毀的命運，卻成了一棟完全無法使用又殘破的危樓。校園規劃與文史建物保存的兩難懸而未決。

## 特色

### 台北國際書展的發源地
在僑光堂剛落成不久后，1968年10月24日便選址於此舉辦了第一屆“全國書展”。五天展期內，總計創下15萬參觀人次的紀錄。

### 見證台灣民主憲政開端
1991年3月27日，中國國民黨于僑光堂舉辦黨籍國民大會代表座談會，時任總統兼中國國民黨主席李登輝出席，「期勉國代執行、貫徹增修要點，在臨時會中完成修憲任務」。一個月後的4月30日，國大代表完成了第一次中華民國憲法增修條文；5月1日，李登輝宣告終止動員戡亂時期。

### 結合現代主義手法的仿古中式建築
鹿鳴堂為淡江大學建築系創系教授馬惕乾設計，外觀上具有中國式的仿古建築元素，如圓柱、圓形柱礎、雀替、椽條、雨批、仿中國明清官式建築欄杆、大量花窗等意象，也是台大校園內唯一現存的中式建築。由於鹿鳴堂在中華文化復興運動發起隔年開始興建，因此推測可能是在此脈絡之下採用仿古造形。
除了這些中式語彙，建築另一特別之處為正面與側面填充牆面的一顆顆正方形錐體。這些椎體與鹿鳴堂的裝飾性中國式樣單元不同。後者不具有結構意義跟使用合理性，但前者內部具有鋼筋，從而兼具裝飾與結構支撐功能，體現出現代主義式建築手法。這也反映出建築師在仿古裝飾的要求下，融入現代主義手法，追求構造真實性。

## 鹿鳴雅舍

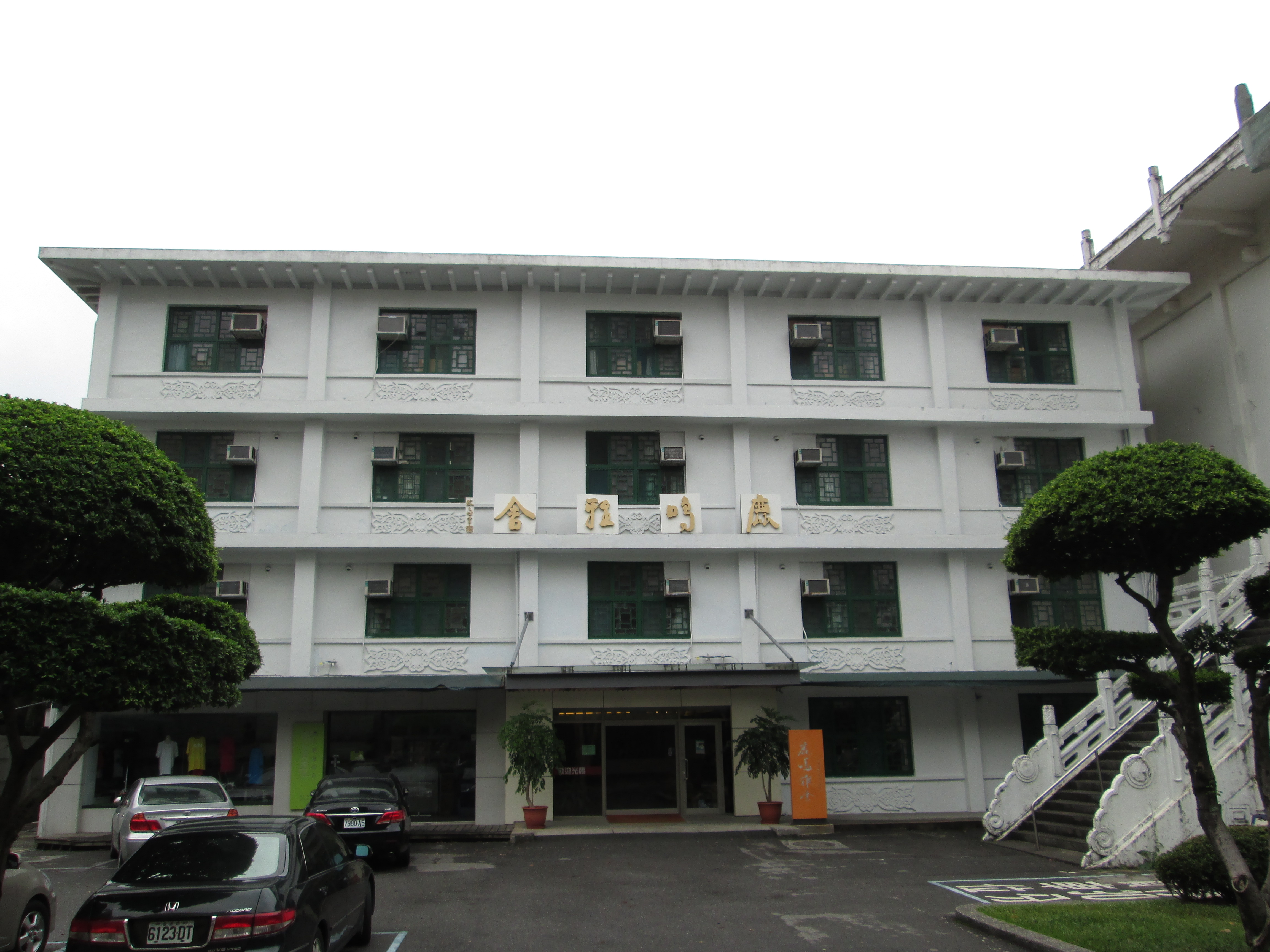
鹿鳴雅舍正面，右側為鹿鳴堂

鹿鳴雅舍是鹿鳴堂旁的住宿部，和鹿鳴堂同時興建於1967年，是一棟四層樓的白色建築物，提供平價的短期住宿服務。鹿鳴雅舍的一樓是校園紀念品販售商店，販賣各種台大紀念商品。
為配合「台大卓越聯合中心」（即第三行政大樓）之興建，鹿鳴雅舍在2013年9月結束營業，2014年9月初拆除。

## 外部連結
- Mapquest地圖（页面存档备份，存于）
- 從台大劇場談起-戲劇工作者的經驗之談
- 僑光堂——文化部文化資產局（页面存档备份，存于）
- 鹿鳴堂、鹿鳴雅舍和臺大劇場（页面存档备份，存于）